# Heartbeat (пісня Юстса)
«Heartbeat» (укр. Серцебиття) — пісня латиського співака Юстса, з якою він представляв Латвію на   Євробаченні 2016 в Стокгольмі, Швеція.